# Zatypota walleyi
Zatypota walleyi là một loài tò vò trong họ Ichneumonidae.